# Terpsichore (1763)
Pour les autres navires du même nom, voir Terpsichore (navire).
La Terpsichore est une frégate de 12 de quatrième rang de la Marine française entrée en service en 1763 et désarmée en 1784.

## Histoire
Durant la guerre de Sept Ans, la frégate est le navire amiral du comte de Guichen.
En 1771, le commandement en est donné à Charles de Lavaulx de Sommerécourt.